# Edith Buchmayer
Edith Buchmayer (* 20. November 1937 in Wien) ist eine österreichische Schriftstellerin.
Buchmayer war Chefredakteurin des Wiener Bürgerblatts und in den 1970er Jahren Redakteurin der Neue illustrierte Wochenschau, außerdem publizierte sie in der Zeitschrift Die Frau. Ihr Werk umfasst Kurzgeschichten und Kinderliteratur.

## Werke
- Leben aus Wien. P. Müller, Wien 1985.
- Das Tier in Wahrheit und Legende. Ötz Verlag Franz Abele, Wien 1991.
- Tiere, die Geschichte machten. Ötz Verlag Franz Abele, Wien 1994.